# Frankoprovansalski jezik
Frankoprovansalski jezik (ISO 639-3: frp; 18. 1. 2010. usvojen je za njega novi naziv arpitan), jedan od osam oilskih jezika kojim se služe Frankoprovansalci iz jugoistočne Francuske (nepoznat broj), u dolini Aosta, Apuliji i u Kalabriji u Italiji (oko 70 000; 1971.), i oko 7 000 (1998) u švicarskom kantonu Valais.
Postoji nekoliko dijalekata (10): dauphinois, lyonnais, neuchatelais, neuch-telois, valaisan, vaudois, savoyard, valle d'aosta (patoé valdoten, valdotain, valdostano), faeto (faetar) i celle san vito.

## Vanjske poveznice
- Ethnologue (14th)
- Ethnologue (15th)